# Semiaphis sphondylii
Semiaphis sphondylii är en insektsart som först beskrevs av Koch 1854.  Semiaphis sphondylii ingår i släktet Semiaphis och familjen långrörsbladlöss. Inga underarter finns listade i Catalogue of Life.